# Некрасова, Екатерина Владимировна
Екатерина Владимировна Некрасова (род. 1977, Арзамас-16) — русская писательница, тележурналистка, фотомодель («Мисс» нескольких конкурсов красоты).
По образованию дизайнер по рекламе, окончила СПбГХПА.
Автор нескольких произведений, написанных в жанре реалистической фантастики.
Некрасова стала самым молодым членом семинара писателей-фантастов под руководством Бориса Стругацкого . В интернете известна как автор нескольких рассказов и фанфиков.
Наиболее известна фантастическая повесть Некрасовой «Когда воротимся мы в Портленд» (ISBN 5-17-006249-4, 2003, издательство АСТ), в которой описана гомосексуальная связь нашего современника с жителем Древней Руси Рогволдом.
В 2003 же вышел роман Некрасовой «Богиня Бед».
«Редко встретишь у молодых авторов такое незаурядное воображение, умение выстроить концепцию вещи, ёмкий язык. Б.Стругацкий не случайно обратил своё благосклонное внимание на начинающую писательницу», — отмечал лит. критик Владимир Ларионов.